# جوليو سانتوس
جوليو سانتوس (بالبرتغالية: Júlio Santos‏) (12 ديسمبر 1981 في البرازيل - ) هو لاعب كرة قدم برازيلي في مركز الدفاع. شارك مع منتخب البرازيل تحت 20 سنة لكرة القدم ومنتخب البرازيل تحت 23 سنة لكرة القدم. أما مع النوادي، فقد لعب مع تي بي مازيمبي وجمعية بورتوغيزا الرياضية ونادي تور ونادي ساو باولو ونادي ساو كايتانو ونادي غوياس ونادي فاسكو دا غاما ونادي بايساندو ‏.

## وصلات خارجية
- جوليو سانتوس على موقع الاتحاد الدولي (مؤرشف)  (الإنجليزية)
- جوليو سانتوس على موقع قاعدة بيانات كرة القدم.إي يو (الإنجليزية)